# Alta vall del Rin Mitjà
L'Alta vall del Rin Mitjà, també conegut com el Rin romàntic, és un tram de 65 quilòmetres de longitud de la vall del riu Rin entre les ciutats de Bingen am Rhein i Coblença, a l'estat federal de Renània-Palatinat, Alemanya. Ha estat inscrita com a Patrimoni de la Humanitat de la UNESCO des del 2002.